# Cercado (agricultura)

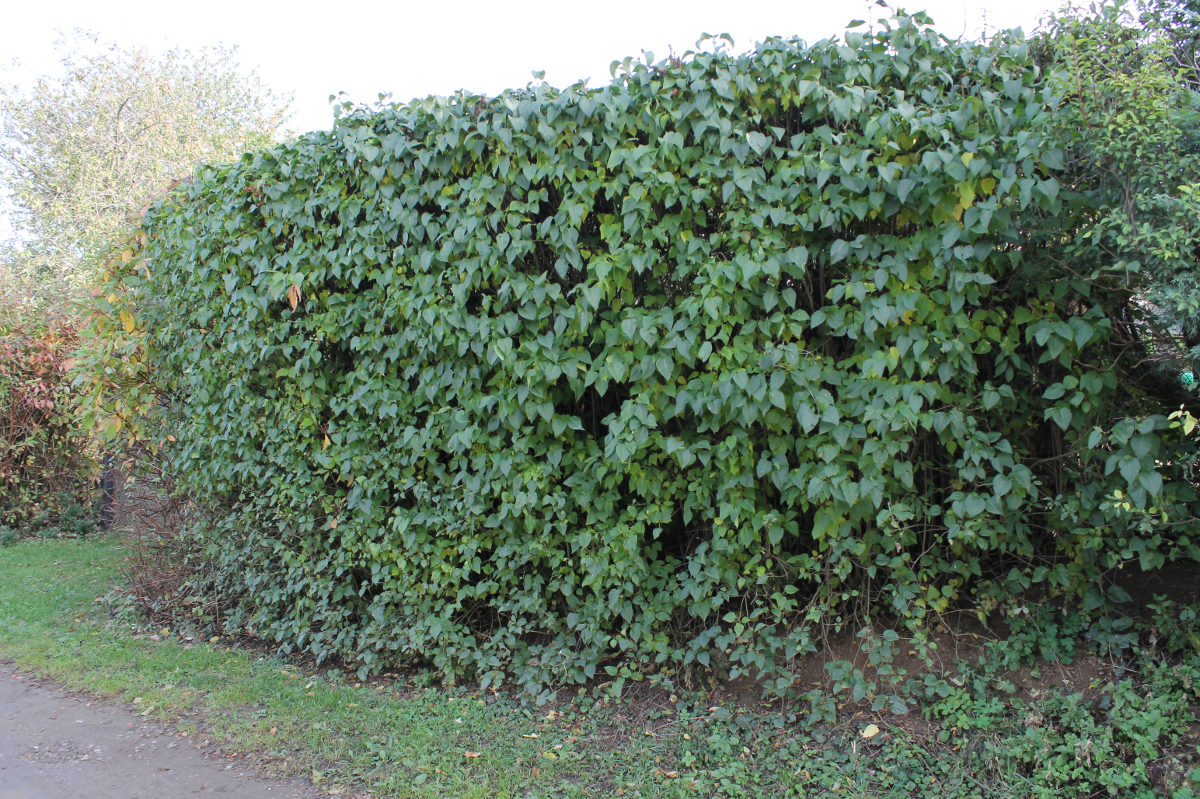
Cercado de seto

Se llama cercado a la valla o cerca que se levanta para proteger una plantación. 

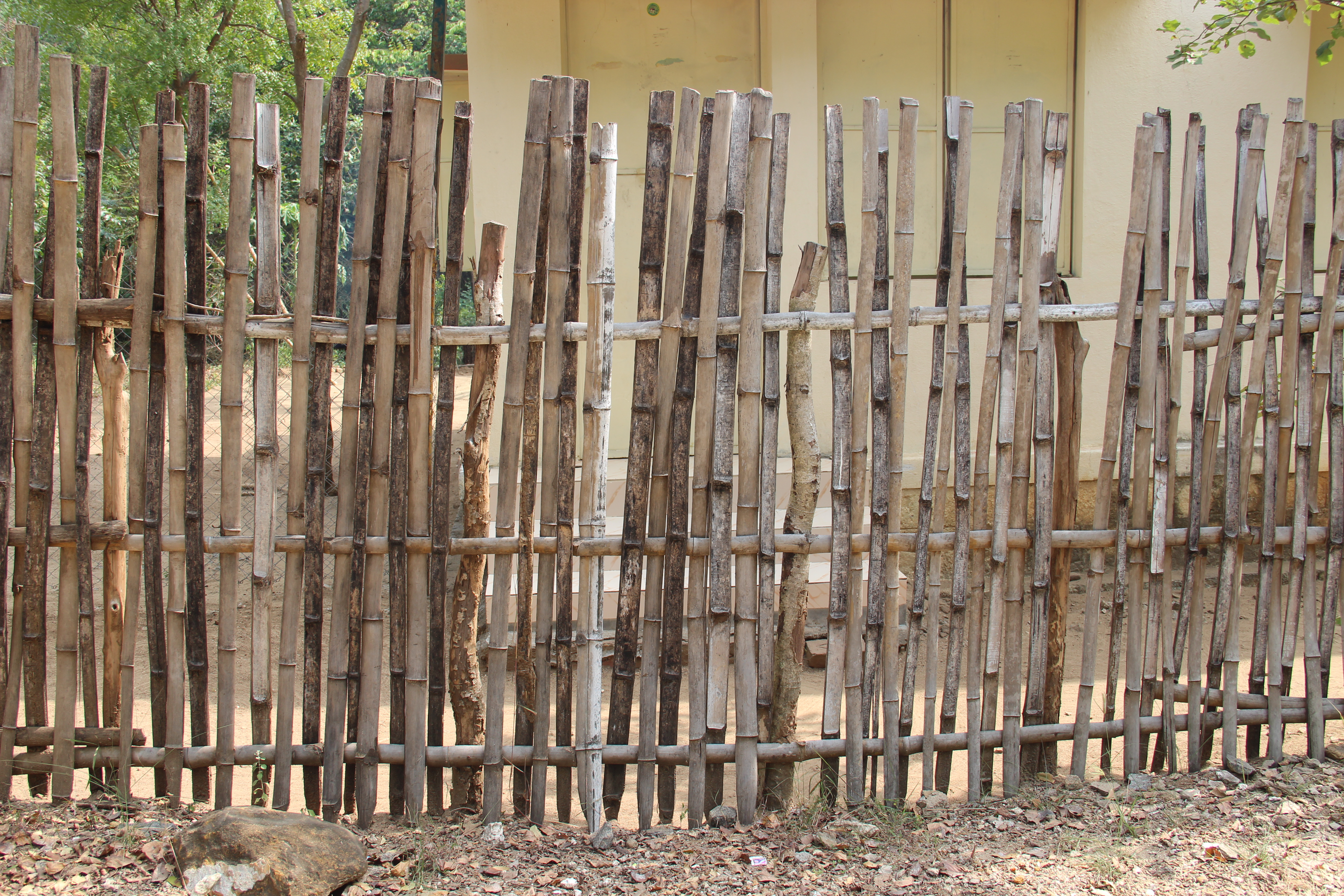
Estacada

El cercado tiene por objeto en general proteger un huerto o plantación contra los daños de los hombres, de los animales y ocasionalmente, de la acción del polvo acarreado por el viento. Para este último objeto se cerca con setos vivos o con plantaciones de arbolado espeso, siendo las coníferas (cipreses, tuyas, tejos, etc.) las especies preferidas para el caso. Para protegerlo de rateros y cuadrúpedos que pueden perjudicar el huerto se emplean los siguientes elementos, de más a menos seguros: muros o cercas de mampostería o de tapial, cierres con alambrado espinosos (espino artificial), setos vivos o muertos y estacadas y encañizadas. 
Los muros o paredes tienen la ventaja de permitir el cultivo de los frutales en espaldera o sea recostados contra una tapia y como si fueran una planta enredadera, lo cual permite aprovechar el terreno de que se dispone para más árboles y obtener productos más tempranos y tardíos a voluntad. Los muros deben quedar enlucidos para evitar que en sus oquedades aniden los insectos, particularmente las hormigas, y si son para poner árboles en espaldera conviene que tengan color mate para permitir una mayor absorción del calor y consiguientemente menor reflejo durante el día, calor que durante la noche va devolviendo suavemente el muro.